# Vivian Forbes
Vivian Forbes (1891-1937) va ser un soldat, pintor i poeta anglès. Forbes es va allistar als Fusellers Reials, i el 1915 va conèixer el pintor Glyn Philpot, amb qui mantindria una relació sentimental, a una formació a Aldershot. Va estar involucrat en negocis a Egipte després de la guerra, i abans de començar una relació més seriosa amb Philpott. Igual que Philpot, l'obra de Forbes es va veure afectada per la preocupació per l'ascens del feixisme a Europa, i va ser influenciada pel moviment esteticista del segle xix, i per pintors com Charles Ricketts i Charles Haslewood Shannon. Forbes també va compondre poesia, tota ella dedicada a Philpot i la seva relació. Forbes, Philpot, Ricketts i Shannon tenien tots els estudis en algun moment en l'edifici Lansdown Road a Ladbroke Estate.
Descrit com enginyós i encantador, Forbes també era inestable, i la seva relació amb Philpot estava molt propera. Després de la mort sobtada de Philpot el 18 de desembre de 1937, Forbes va ser superat pel dolor i es va suïcidar usant pastilles per dormir el 23 de desembre després del funeral de Philpot.